# نستور ميلوفانوفيتش
نستور ميلوفانوفيتش (4 ديسمبر 1974 في تشاتشاك في صربيا – )؛ هو لاعب كرة قدم سابق كان يلعب كلاعب وسط.

## وصلات خارجية
- نستور ميلوفانوفيتش على موقع رابطة كرة القدم اليابانية للمحترفين (اليابانية)
- نستور ميلوفانوفيتش على موقع قاعدة بيانات كرة القدم.إي يو (الإنجليزية)
- نستور ميلوفانوفيتش على موقع عالم كرة القدم.نت (الإنجليزية)